# 計梅真
計梅真（1915年—1950年10月11日），中國共產黨員，江蘇省松江縣人，務本女中畢業，戰後來台參與中國共產黨台灣省工作委員會，任台灣省工作委員會郵電支部書記，1950年2月被捕，1950年10月11日槍決於台北馬場町刑場。

## 生平
計梅真，原名計淑人，1915年生於江蘇省松江縣，上海市立務本女中畢業後，在務本女中擔任事務員。1937年抗戰爆發後計梅真在上海的難民收容所服務，1938年秋在大慈收容所時由同事張慧珠介紹加入中國共產黨，1939年計梅真成立支部任支部書記，領導王毓貞，負責教育中年婦女，此後，陸續吸收黨員楊東玉、江可群、錢靜芝等加入共產黨。1940年，計梅真在愛華中學任教員，受張鞏領導，負責教育勞工和在校的女工，教育領導她們各種課外活動，給予啟發教育。1945年戰後，計梅真與錢靜芝一直領導著支部教育群眾與勞工。
1946年8月，台灣省郵務工會理事長陸象賢到上海時認識了計梅真在郵局服務的哥哥計劍才，因台灣郵務工會欲開辦國語補習班在上海聘請教員，1946年9月7日計梅真與錢靜芝一同抵台，在郵務工會創辦國語補習班。來台後組織關係移轉由章天鳴領導，至1947年夏天，組織轉交予中國共產黨台灣省工作委員會書記蔡孝乾領導，並正式成立省工委郵電支部，直屬於蔡孝乾。1948年6月，蔡孝乾率核心幹部十人（高雄支部朱子慧、岡山支部李武昌、台南支部李媽兜、郵電支部計梅真、台中工委洪幼樵、唐海光、羅東支部孫古平、台北工委郭琇琮、陳添福、武裝工委張志忠）飛往香港，與台盟及上海同鄉會代表們一同參加「華東局」幹部劉曉所主持的台灣工作幹部會議，章天鳴主持，即「香港會議」。
計梅真擔任省工委郵電支部書記，吸收郵政職工李振貴、張欽傑、王文清、許金玉、曾清萬、鄭逢春、劉建修、宋世興、高秀玉等骨幹成員，並發展成數十人之組織。
計梅真在國語補習學生會中教導勞動權益，並成為國語補習班學員的心靈導師，來自許金玉、王文清等人的回憶，都認為計梅真啟蒙了他們，引導他們有正確的人生觀，勇於面對挑戰，指導劉建修等編輯台灣最早工運重要刊物《野草》。由於台灣郵政職工與大陸同工不同酬，計梅真、錢靜芝教育他們勇敢爭取，舉行「解決歸班問題代表大會」後發動千人大遊行，從西門町到忠孝西路再到台灣省政府（今行政院），是二二八事件發生後再次大型的示威請願活動。
1949年8月光明報事件爆發後全台大搜捕，蔡孝乾前往阿里山躲藏。1950年1月蔡孝乾在阿里山高一生處召開會議，會後讓簡吉帶妻妹馬雯鵑到台北市中山北路躲藏，又把她送到竹崎林立的醫院，1月29日返回泉州街住處時遭到逮捕，在審訊時，保密局不揭發他的身分，而是請他填寫保人，結果他寫了計梅真、錢靜芝，成為鎖定對象，同時保密局刻意釋放蔡孝乾加以跟蹤，追查其組織狀況。
1950年2月計梅真、錢靜芝被逮捕，全省郵電支部成員陸續被逮捕審訊。4月底蔡孝乾在阿里山再次落網，於自白書供詞中將主要組織書記全盤托出，包含郭琇琮、黃石岩、洪幼樵、張志忠、李媽兜、計梅真、錢靜芝等，省工委郵電支部徹底瓦解。
1950年8月31日，計梅真、錢靜芝以叛亂罪名被判處死刑褫奪公權終生，1950年10月11日槍決於台北市馬場町刑場。

## 紀念
馬場町紀念公園落成後，展示了計梅真巨幅畫像在紀念公園內。2002年劉建修寫了一首詩《祭人民忠魂》，在馬場町白色恐怖秋祭時悼念死難同志。
務本女中(今上海市第二中學)於2022年9月27日展出校友計淑人烈士圖文史料展，紀念校友計淑人在台灣領導郵電工人運動慷慨赴義的事蹟。